# Флоренс Кушман

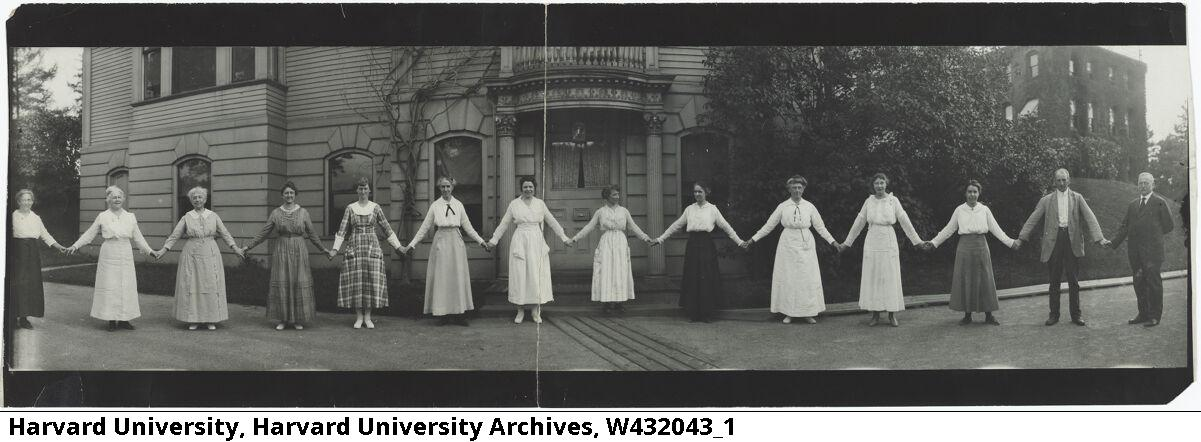
Група обчислювачок Гарвардської обсерваторії. Флоренс Кушман третя зліва.

Флоренс Кушман (1860—1940) — американська астрономка, фахівчиня із класифікації зір. В обсерваторії Гарвардського коледжу працювала над Каталогом Генрі Дрейпера.

## Біографія
Народилася в Бостоні, штат Массачусетс, 1860 року. Початкову освіту здобула у середній школі Чарлстауна, яку закінчила у 1877 році. У 1888 році розпочала роботу в обсерваторії Гарвардського коледжу як співробітниця Едварда Пікерінга. Флоренс була однією з членів групи Гарвардських комп'ютерів — жінок-обчислювачок, які працювали під керівництвом Пікерінга, а після його смерті в 1919 — Енні Джамп Кеннон. Її класифікації зоряних спектрів увійшли до Каталогу Генрі Дрейпера, що видавався між 1918 і 1934 роками. Працювала астрономом в обсерваторії до 1937 і померла в 1940 у віці 80 років.

## Робота в обсерваторії
Працювала в обсерваторії Гарвардського коледжу з 1918 по 1937. Провела аналіз, класифікацію та каталогізацію оптичних спектрів сотень тисяч зірок. У ХІХ столітті революція у фотографії дозволила набагато точніше аналізувати зоряне небо, ніж з допомогою візуальних спостережень. Для отримання оптичних спектрів зір астрономи-чоловіки працювали ночами, роблячи знімки на скляні фотографічні пластинки, а в денний час жінки-асистентки, такі як Флоренс, аналізували отримані знімки, обчислювали зоряні величини й каталогізували отримані результати. Результати роботи Флоренс з визначення положення зір і зоряних величин, увійшли до «Каталогу Генрі Дрейпера» 1918 року, в якому представлені спектри приблизно 222 тисячі зір.